# Heteropsammia eupsammides
Espèce
Statut CITES
Heteropsammia eupsammides est une espèce de coraux appartenant à la famille des Dendrophylliidae.